# Tudyah Lake Park
Tudyah Lake Park är en park i Kanada.   Den ligger i provinsen British Columbia, i den centrala delen av landet, 3 500 km väster om huvudstaden Ottawa. Tudyah Lake Park ligger 670 meter över havet. Den ligger vid sjön Tudyah Lake.
Terrängen runt Tudyah Lake Park är kuperad åt sydost, men åt nordväst är den platt. Tudyah Lake Park ligger nere i en dal. Trakten runt Tudyah Lake Park är nära nog obefolkad, med mindre än två invånare per kvadratkilometer.. 
I omgivningarna runt Tudyah Lake Park växer i huvudsak barrskog.